# آستانلی، یاردیملی
آستانلی (به ترکی آذربایجانی: Astanlı) یک منطقه مسکونی در جمهوری آذربایجان است که در شهرستان یاردیملی و در دهیاری آشاغی آستانلی واقع شده‌است.